# Pasha
Pasha (grč. pasha, aram. pasha', hebr. pesa'h, hrv. "proći mimo") jedan je od židovskih blagdana. Naziv dolazi od događaja kada je anđeo ubijao prvorođence Egipćana, a židovske je domove, koji su bili označeni janjetovom krvlju na dovratniku, zaobilazio. To je spomen na izlazak, koji je izbavio Hebreje iz egipatskog ropstva. Nakon što su postali sjedioci, Izraelci su u Kanaanu ujedinili pashalnu večeru sa sedmodnevnim svetkovanjem blagdana Beskvasnih kruhova (macot). Potom je Jošija proveo centralizaciju bogoštovlja i odredio svetkovanje u središnjem svetištu u Jeruzalemu. U Isusovo vrijeme su se Mojsijevi vjernici sabirali u Jeruzalemu radi žrtvovanja i blagovanja janjeta. Pedeseti dan poslije Pashe, slavi se blagdan Šavuot.

## Etimologija
Podrijetlo je tog imena sporno. Neki mu daju stranu etimologiju, asirsku (pasa'hu, (umilostiviti) ili egipatsku (pa-s, sjecanje; oe-sah, udarac); all nijedna od tih pretpostavki nije sigurna. Biblija povezuje pesa'h s glagolom pasa'h, koji znaci ili hramati, ili izvoditi obredni ples oko žrtve ili pak, u prenesenom smislu, »skakati«, »prolaziti«, poštedjeti. Pasha je prolazak Jahve koji je prošao iznad izraelskih domova. 

## Izraelska Pasha
U početku Pasha je obiteljski blagdan. Svetkuje se noću, o uštapu proljetne ravnodnevice, 14. dana mjeseca abiba. Jahvi se prinosi mlado od životinje što se izleglo te godine da se izmole Božji blagoslovi stadu. Žrtva je janje ili kozle, muško, bez mane, a pri žrtvovanju ne smije mu se prebiti nijedna kost.
Njegovom krvlju poškropljen je ulaz svakog doma, u znak zaštite. Njegovo meso jedu u okviru brze gozbe što je uzvanici blaguju spremni za put. Ova domaća i nomadska obilježja daju naslutiti da je Pasha vrlo stara postanja: možda je to ona žrtva za koju su Izraelci molili faraona, da im je dopusti svetkovati u pustinji, tada bi ona bila starija od Mojsija i izlaska iz Egipta.

### Pasha i izlazak
Veliko proljeće Izrada je ono u kojem ga Bog oslobađa iz egipatskog jarma nizom providnosnih zahvata, kod kojih je najznačajniji zahvat u okviru desetog egipatskog zla. Predaja će s tim događajem kasnije povezati žrtvovanje prvenaca od stada i otkup prvorođenih Izraelaca. To je povezivanje od drugotne važnosti. Važna je tu činjenica da se Pasha poklapa s izbavljenjem Izraelaca: ona postaje spomenčin izlaska, tog najvećeg događaja njihove povijesti; podsjeća na to da je Bog udario Egipat a poštedio svoje vjerne. 

### Pasha i Blagdan beskvasnih hljebova
S vremenom će se s Pashom čvrsto povezati još jedan blagdan, prvotno različit od nje, ali blizak joj zbog svoga proljetnog datuma: to je Blagdan beskvasnih kruhova. Pasha se svetkuje 14. u mjesecu, a Blagdan beskvasnih hljebova ustaljuje se najzad u vremenu od 15. do 21. Ti beskvasni hljebovi idu uz prinos prvina od žetve. Izbacivanje staroga kvasca jest obred čistoće i svakogodišnje obnove; sporno je je li on nomadskog ili poljodjelskog nastanka.
Bilo kako bilo, izraelska je predaja također povezivala taj obred s izlaskom iz Egipta. On je sad sjećanje na žurbu odlaska, koja je bila tako velika da su Izraelci morali ponijeti sa sobom tijesto premda još nije bilo uskislo. Izbavljenje o izlasku na svaki se način aktualizira u svakogodišnjim Pashama; taj se duboki smisao blagdana snažnije osjeća na važnim prekretnicama Izraelove povijesti: na Sinaju i o ulasku u Kanaan u vrijeme Ezekijinih reformi oko 716.  te Jošijinih reformi oko 622. g. u vrijeme obnove do koje dolazi poslije babilonskoga progonstva 515.

### Pasha — blagdan Hrama
Najvažnija je preinaka koju donosi Ponovljeni zakon: on staru obiteljsku svetkovinu pretvara u blagdan Hrama. Možda su počeci tog zakonodavstva došli pod Ezekijom, no, pod Jošijom je to zakonodavstvo činjenica. Pasha se tako uvrštava u opću centralizaciju bogoštovlja. Obred se Pashe prilagođuje; krv se izlijeva na žrtvenik svećenici i leviti glavni su akteri ceremonije. Nakon babilonskoga progonstva Pasha postaje najveći blagdan. Izostavljanje Pashe moglo bi za sobom povlačiti, za Židove, pravo izopćenje.
Svi obrezani, i to samo oni, moraju sudjelovati u Pashi. U slučaju nužde, ona se može odložiti za mjesec dana. Te precizacije odsad uključuju svećeničko zakonodavstvo u nepromjenjive pravne propise. Nema sumnje da se Pasha, izvan Svetog grada, ovdje ili ondje, slavila u obiteljskom krugu; sigurno je to činila židovska naseobina u Elefantini, u Egiptu. Ali žrtvovanje janjeta polako nestaje iz tih zasebnih svetkovanja, koja odsad zalaze u sjenu jeruzalemske svečanosti.

### Pasha i novi izlasci
Izbavljenje iz egipatskog jarma evocira se uvijek kad Izrael doživljava druga sužanjstva. Pod asirskim jarmom, oko 710. Izaija pozdravlja oslobođenje kao pashalnu noć u kojoj će Bog poštedjeti Jeruzalem, stotinu godina kasnije Jeremija slavi oslobođenje izgnanih 721. kao novi izlazak, a grčki jezik Septuaginte pojačat će izraz: kao točnu godišnjicu prvog oslobođenja; Bog kaže: 'Evo, ja vodim djecu Izraelovu u blagdan Pashe! (Jr 31,8) Pod babilonskim jarmom Jeremija tvrdi da će povratak 597. potisnuti izlazak u sjećanju Izraela. Drugi Izaija navješćuje svršetak izgnanstva kao odlučni izlazak koji ce zasjeniti okupljanje raspršenih koji će, osim toga, postati svjedok narodima i koji će s pashalnim Janjetom služiti kao pralik Spasitelja koji ima doći. 

## Pasha i mesijanska iščekivanja
Pasha je, postala jednim od velikih hodočašća liturgijske godine. U židovstvu ona dobiva vrlo bogat smisao, sto ga do kraja razjašnjava Targum o Izl 12,42: Izrael izvučen iz ropstva podsjeća na svijet izvučen iz kaosa, na Izaka izvučena iz lomače i čovječanstvo što ga očekivani Mesija izvlači iz bijede. Te perspektive nalaze u Bibliji mnogobrojne oslonce. Stvaranje i otkupljenje doista se često povezuju, osobito u velikom uskrsnom Halelu:  Ako Bog može razdvojiti Crveno more, može to zato sto je u početku razdvojio iskonski ocean. 
Spasiti Jakovljeve sinove, može to zato što je najprije spasio njegove pretke. Abraham, smatra se, očekuje izlazak, a zalog tog izlaska za nj je Izakov spas. Izak pak, smatra se, prinesen je na Sionu, kao i kasnije pashalno janje, on je pošteđen od mača, kao kasnije Izrael. Izaka je spasio ovan, Izraela janje; Izak svojim obrezanjem prolijeva krv, krv već bogatu pomirnom vrijednošću, kao što će to kasnije biti krv pashalnih žrtava. Svi Božji zahvati u prošlosti bude nadu da će u budućnosti nastupiti onaj odlučni zahvat. Konačni spas ukazuje se kao novo stvaranje, kao neopozivi izlazak, kao posvemašnja pobjeda nad zlom, kao opet nađeni raj. Božji izaslanik komu je zadatak izvesti taj preobražaj svijeta često je viđen kao Mesija, tako da židovi svake pashalne noći očekuju njegov dolazak. U rimsko doba uprava bdije da održi red za vrijeme pashalnih svetkovina i prokurator svake godine dolazi tom prigodom u Jeruzalem. 

## Pasha u kršćanstvu
Kršćanska Pasha sjedinjuje Kristove učenike u zajedništvo s Gospodinom, koji je viđen kao istinski Božji jaganjac. Ona ih na poseban način pridružuje svojoj smrti i uskrsnuću kojima su izbavljeni od grijeha i smrti. Veza između jednog i drugog blagdana neprekinuta je i očita, ali prijelazom iz starog Saveza u novi Savez posredstvom Isusove Pashe kršćani stupaju u drugačiji plan. Pashalna je večera u starozavjetnoj povijesti i obredu doživjela bogat razvoj.
Izgleda da je izvedena iz jedne nomadske svetkovine s objedom koji je odgovarao načinu života. Za Pashalnu večer je karakteristična životinja, koja je trebala biti pečena na vatri, koju su jeli s beskvasnim kruhom i gorkim zeljem, a objed se morao blagovati opasanih bokova, u sandalama i s pastirskim štapom u ruci kao kad se je spremalo za nekakvo dugo putovanje. U novozavjetnom vremenu obred pahalne večere, sastojano se od molitve, ispijanja nekoliko čaša vina, čitanja i objedovanja određenim redoslijedom. Po Isusu starozavjetna je pashalna večera postala pashom novoga saveza, a u pracrkvi uspomenom na spasenjsko djelo Božje.

## Vanjske poveznice
- LZMK / Hrvatska enciklopedija: Pasha